# Elma (Iowa)
Pour les articles homonymes, voir Elma.
Elma est une ville du comté de Howard, en Iowa, aux États-Unis. Elle est incorporée le 11 juillet 1891.

## Source de la traduction
- (en) Cet article est partiellement ou en totalité issu de l’article de Wikipédia en anglais intitulé « Elma, Iowa » (voir la liste des auteurs).